# Else Ury
Johanna Else Ury (Berlino, 1º novembre 1877 – Auschwitz, 13 gennaio 1943) è stata una scrittrice tedesca, nota per i suoi racconti per bambini.
Il personaggio più importante dei suoi racconti è Annemarie Braun, la figlia dai capelli biondi di un dottore, la cui vita è raccontata nei dieci libri della collana Nesthäkchen (I neonati). La collana si trova ancora oggi in libreria, anche se in versione ridotta e con uno stile desueto. Inoltre scrisse altri libri e racconti che si concentravano soprattutto su giovani donne e riportavano l'immagine tradizionale delle donne e famiglie borghesi.
L'autrice di racconti per bambini, conosciuta e amata prima durante il governo di Guglielmo II e dopo durante la Repubblica di Weimar, venne perseguitata durante il regime nazionalsocialista perché ebrea, deportata nel campo di concentramento di Auschwitz dove morì.

## Biografia

### Gioventù
Else Ury era la terza figlia del tabaccaio berlinese Emil Ury e di sua moglie Franziska. Durante l‘infanzia di Else, sotto il governo di Wilhelm, la famiglia faceva parte della ricca borghesia liberale. Emil Ury apparteneva alla comunità ebraica. Le festività cristiane come Natale e Pasqua venivano festeggiate gioiosamente; la famiglia Ury era integrata nella comunità tedesca e si sentiva parte di essa.
Fino al 1905 la famiglia visse nel centro di Berlino. I fratelli maggiori Ludwig e Hans frequentavano il liceo e studiavano rispettivamente medicina e giurisprudenza. Else e la sorella minore Käthe invece frequentavano la Königliche Luisenschule, una scuola privata e prestigiosa, che si concentrava sul lavoro manuale e materie come conversazione inglese e francese, musica, disegno, ed etichetta. Nella formazione di entrambe le sorelle si riflette la divisione chiara dei ruoli tra i sessi, che prevedeva da una parte l'avviamento degli uomini a una carriera e dall'altra la collocazione delle donne nell'ambiente familiare e casalingo. Per entrambe le sorelle la decima classe fu l'ultima del loro percorso formativo come per tutte le bambine del loro tempo. Quando Else lasciò la scuola nel 1894 a Berlino non vi era ancora alcun liceo femminile. L'unico percorso formativo che secondo le convenzioni del tempo doveva essere intrapreso da una giovane donna proveniente dalla borghesia era il seminario per l'insegnamento. Else non imparò nessuna professione e rimase con i suoi genitori.
La prima opera dell'autrice a noi pervenuta è l'opera teatrale Im Bahnhofs restaurant Danziger Röss‘l (Il salotto della Danzica di Röss‘l) che scrisse nel 1898 per l'addio al nubilato di sua cugina Martha Davidsohn nel quale racconta anche di se stessa.

### I primi libri
Nel 1905 venne pubblicato il suo primo libro Was das Sonntagskind erlauscht (Cosa scopre il bambino di domenica), una serie di racconti che ha venduto 55 000 copie dal 1927. Il libro si rivolgeva a un pubblico cristiano. Non è un caso che Else si dedicasse alla scrittura di racconti, infatti nei primi 30 anni del XX secolo era il genere più diffuso per l’infanzia. Nello stesso anno il trasferimento della famiglia a Charlottenburg nello stesso anno segnò la loro ascesa sociale.
Il suo secondo libro Studierte Mädel (La ragazza colta) si distingue per il suo tema. Else Urychiarisce che la formazione accademica delle ragazze non deve ostacolare la creazione di una famiglia e il matrimonio. Pubblicato nel 1906, periodo in cui le donne iniziavano gradualmente a essere accettate nelle università tedesche, fu accolto con entusiasmo sia dal pubblico che dalla stampa. Nonostante il tema trattato fosse moderno, non presentava lo spirito di emancipazione introdotto da autrici come Gertrud Bäumer e Clara Zetkin. Entrambe le protagoniste si sposano e il matrimonio sancisce la fine della loro formazione. Il libro non venne letto solo da ragazze ma anche da donne adulte.
L’immagine negativa della borghesia riportata da Else Ury è insolita data la sua estrazione sociale. Nella letteratura dei primi anni del XX secolo le critiche alla nobiltà erano frequenti, ma la scrittrice le presenta solo in questo libro, che la rese famosa. Nel 1908 seguì un altro volume di favole e racconti intitolato Goldblondchen (La ragazzina biondo oro). Nel 1913 Else Ury ricevette grazie a questo libro il suo primo e ultimo riconoscimento letterario pubblico.
Fu l’unica donna che in quell’anno ricevette un tale premio dalla commissione tedesca d’esame della letteratura per l’infanzia. Poco prima della prima guerra mondiale venne pubblicato Nesthäkchen und ihre Puppen (I neonati e I loro giocattoli) il primo volume della collana, che nel 1925 raggiunse i 10 volumi. I racconti la resero l’autrice di libri per bambini più conosciuta della Repubblica di Weimar e la sua figura principale Annemarie Braun, la figlia bionda di un medico di Berlino, divenne un personaggio in cui le generazioni femminili potevano rispecchiarsi. Negli anni 30 alcuni volumi vennero tradotti ed esportati in Francia, Norvegia e Paesi Bassi. Agli inizi del XXI secolo furono vendute quasi sette milioni di copie. Nesthäkchen (I neonati) mostra un mondo per bambini per lo più allegro, in cui ragazze e ragazzi possono mostrare gli stessi punti di forza e di debolezza e crescere giocando e misurandosi gli uni con gli altri.

### La Prima Guerra Mondiale
Prima dello scoppio della Prima Guerra Mondiale Else Ury pubblicò altri cinque libri grazie ai quali si arricchì. Mentre si trovavano nella loro casa vacanze in Polonia furono sorpresi dallo scoppio della guerra, motivo per il quale partirono immediatamente per Berlino.
Else Ury condivise l’entusiasmo generale per l’inizio della guerra che si era diffuso nei primi giorni. 10.000 ebrei tedeschi si arruolarono volontariamente per prestare servizio per la patria. Il fratello di Else lavorò come dottore presso uno dei primi treni militari diretti verso la Francia. Else prese parte al corpo femminile volontario durante la guerra.
I temi del patriottismo e del deprezzamento della guerra sono presenti in alcune opere di Else Ury come Flüchtlingskinder (I bambini in fuga) (1918) e nel racconto Eine kleine Heldin (Una piccola eroina) del volume narrativo Huschelchen, pubblicato nel 1914.
Non si sa nulla della reazione di Else Ury circa la perdita della guerra.

### I successi letterari
La collana Nesthäkchen si concluse nel 1925 con la pubblicazione dell’ultimo libro.
Iniziò a lavorare a un'altra collana di libri per bambini intitolata Professors Zwillinge (I gemelli del professore), che avrebbe dovuto comprendere cinque libri.
La collana Nesthäkchen apportò a Ury e al suo editore un grande successo finanziario.
Else supportò economicamente la famiglia di sua sorella, che soffriva delle conseguenze dell’inflazione essendo una famiglia di soli impiegati, e in più durante l‘estate accoglieva in casa suo nipote Klaus. Grazie al suo successo poté permettersi una casa nella regione tradizionale di villeggiatura di Krummhübel, che diventò una casa vacanze per lei e la sua famiglia. Già nel racconto Hänschen Tunichtgut (I ragazzi buoni a nulla) del 1920/1921 aveva espresso il suo entusiasmo per questa località di villeggiatura sui Monti dei Giganti, molto amata dai berlinesi. Il successo economico le permise anche di fare un viaggio in Italia insieme a suo fratello intorno all’anno 1927.
Verso la fine degli anni venti Else Ury prese vivamente parte alla società del tempo. Dal 1926 le sue storie vennero lette in radio. In occasione del suo 50º compleanno (1º novembre 1927), la casa editrice per giovani Meidinger organizzò per lei un ricevimento all'Adlon Hotel di Berlino. Questa casa editrice guidò la cosiddetta Nesthäkchenpost, grazie alla quale poté ricevere la posta da parte di ammiratori e rispondere al suo pubblico.

### La persecuzione
La presa del potere da parte di Hitler fu accolta con favore da molte persone, comprese quelle con opinioni politiche moderate. Nel suo ultimo romanzo Jugend voraus! (Avanti giovani!), pubblicato nel 1933, anche Else Ury mostrò toni e contenuti molto sciovinisti che assomigliavano al linguaggio dei nazionalsocialisti. Il racconto narra la storia di una famiglia con problemi finanziari dopo che il padre ha perso il lavoro. La madre decide quindi di iniziare a lavorare in ufficio, presumibilmente perché la patria ha bisogno della collaborazione di tutti, uomini e donne, per riacquistare forza, ma in realtà perché hanno urgente bisogno di soldi. Il lavoro che svolge il figlio durante le vacanze in una fattoria è visto come un supporto alla comunità agricola tedesca. Più probabilmente, però, ai bambini della città che lavoravano nelle campagne veniva dato il minimo per vivere in cambio di aiuto nelle fattorie. Il libro, che venne pubblicato dopo il boicottaggio nazista del commercio ebraico del 1 aprile 1933, la revoca delle licenze per i dottori ebrei e i roghi di libri, finisce con la manifestazione del 1 maggio a cui Hitler e Hindenburg erano presenti.
Marianne Brentzel in queste circostanze scrive di lei: «Else Ury fu una donna della borghesia tedesca apolitica e conservativa che cercava di combattere la miseria della disoccupazione con grande partecipazione e che vedeva in Hitler una possibile soluzione della profonda crisi economica. Nel 1933 ignorò la realtà politica dei fatti, come aveva fatto per tutta la sua vita. Ha voluto lasciare un segno al suo caro popolo tedesco.»
L’abolizione dei diritti degli ebrei nel periodo del Reich tedesco fu graduale. Durante i dodici anni della dittatura nazionalsocialista non fu emanata una sola legge contro gli ebrei ma ben 2.000 leggi e decreti che dal 1941 privarono gli ebrei in Germania dei loro diritti.
Il 6 marzo 1935 Else Ury fu espulsa dalla Reichsschriftumskammer (Istituzione Culturale Nazionalsocialista per la Letteratura) e le fu quindi vietato di esercitare la sua professione. I libri di Else Ury continuarono ad essere letti anche dopo il 1935, come dimostrato in un commento nel libro di racconti per i giovani del 1942: «Dalla Backfischliteratur (genere letterario) nascono le buffe ma comunque diffuse storie di Emmy v. Rhoden Der Trotzkopf (Il testardo) e i racconti dell‘autrice ebrea Else Ury, che è citata qui perché i suoi libri vengono ancora letti, senza conoscere le sue origini.»
Else Ury nel 1938/39 cercò di tradurre le sue prime fiabe e racconti in inglese e di vendere in Inghilterra, ma non ebbe successo. Il motivo non era di origine antisemita: il nipote di Else, Klaus Heymann, dice che trovava le traduzioni orribili e che l‘editore Swifton rifiutò le sue storie definendole non consone al periodo.
Avendo partecipato alla Prima Guerra mondiale, i fratelli di Else Ury hanno usufruito del privilegio dei combattenti di prima linea e inizialmente hanno avuto il permesso di continuare a lavorare come avvocati e medici. Il fratello Hans, al quale Else era particolarmente legata, si suicidò nell'estate del 1937. Con l’ordinanza del 1938 fu vietato a tutti i medici e avvocati ebrei di esercitare la loro professione, questi ultimi potevano rappresentare gli interessi degli ebrei solo come consulenti. I passaporti degli ebrei furono contrassegnati con una J rossa, il cosiddetto timbro ebraico. Con un'ordinanza sul cambiamento di nome furono introdotti dei nomi obbligatori. Alcuni dei membri della famiglia di Else Ury emigrarono, i nipoti Fritz Ury e Klaus Heymann vivevano già a Londra dal 1936. Else Ury li andò a trovare per una settimana nel 1938, ma tornò in Germania per continuare a prendersi cura della madre disabile.
Nel 1948 Georg Kast, un dipendente della banca del commercio presso cui Else Ury aveva aperto dei conti, in una lettera al nipote di Ury, Klaus Heymann, raccontò di un incontro con lei avvenuto nel 1938:	
"Personalmente, ero molto vicino a sua zia e condividevamo molte idee. In un momento in cui era ancora possibile convincere la signorina Ury a emigrare, rifiutò con delle parole che ricordo ancora oggi: "Se i miei compagni di fede rimangono, allora ho abbastanza coraggio, carattere e ferma determinazione da condividere il loro destino“.
Nel 1939 Else Ury compì un ultimo viaggio verso la sua casa di villeggiatura a Krummhübel. Anche qui i negozi esponevano i cartelli che vietavano l'accesso agli ebrei. Tuttavia, i commercianti erano disposti a consegnarle la merce, se ritirata dalla custode o ordinata per telefono. A quel tempo era già obbligatorio per gli ebrei vendere le proprie case: nell'ordinanza del 3 dicembre 1938 sull'utilizzazione dei beni ebraici fu disposta inoltre la vendita forzata di beni immobili in loro possesso. La casa di Else Ury fu confiscata solo il 9 aprile 1942, e il Reich tedesco ne diventò il legittimo proprietario. Forse il ritardo nella confisca fu dovuto al fatto che non vi era alcun acquirente.	
Nel 1940 il governo nazionalsocialista impose ulteriori restrizioni: furono bloccati anche i collegamenti telefonici degli ebrei, che dal 1939 non erano più autorizzati a possedere la radio, non avevano più le carte per il rifornimento di abbigliamento. Il tempo per lo shopping e lo svago era regolamentato e le razioni di cibo tagliate. Dopo la morte della madre nell'aprile 1940, a Else Ury non rimasero più parenti a Berlino, infatti gli altri membri della sua famiglia si trovavano a Londra e Amsterdam e nel 1941 Klaus Heymann cercò di ottenere un visto per Cuba per la zia, ma senza successo. Else Ury poteva mandare messaggi scritti solo raramente, a sua sorella Käthe e a suo cognato Hugo Heymann, che con la figlia, il genero e un nipote vivevano ad Amsterdam e furono poi deportati e uccisi nei campi di sterminio.
Il 6 gennaio 1943, Else Ury fu costretta a raggiungere il punto di raccolta (Grosse Hamburger Straße,26, Berlino) degli ebrei per essere successivamente deportati. Fu lì, che l'11 gennaio ricevette notizia del suo status di "nemica del Reich" e della conseguente confisca dei suoi beni "a favore del Reich tedesco". Il 12 gennaio 1943, Else Ury fu deportata con il numero 638 ad Auschwitz nel cosiddetto "Osttransport“ (trasporto orientale), il ventiseiesimo treno a partire dalla RSHA. Dei 1000 ebrei berlinesi arrivati ad Auschwitz con questo treno il 13 gennaio 1943, solo 127 erano stati registrati come prigionieri "in grado di lavorare" dopo la selezione alla "Alten Rampe" („vecchia rampa“) e mandati al campo; i restanti 873 deportati di questo treno, tra cui Else Ury, non erano stati registrati come prigionieri e furono assassinati subito dopo l'arrivo nella camera a gas.
La vecchia valigia di Else Ury è stata ritrovata nel 1995 nell'ex campo di concentramento di Auschwitz, dotata di un cinturino su cui erano stati registrati il suo nome e la sua origine (Berlino). La valigia è oggi custodita nel Museo di Auschwitz.

## Documenti
Nel periodo dello sterminio degli ebrei durante il Terzo Reich, anche i documenti privati di Else Ury andarono persi. Sono state conservate alcune lettere che Else Ury scrisse sui moduli della croce rossa a suo nipote Klaus Heymann, che viveva a Londra, che si scambiavano Ludwig Ury, che viveva ad Amsterdam, ed Else, che indicava che fossero ancora vivi. Come anche la lettera di Hugo Heymann a suo figlio Klaus in cui lo informava che Else Ury era stata deportata il 6 gennaio 1943.
Meglio conservati sono invece i documenti ufficiali che attestano la sempre più forte esclusione di Else Ury dalla vita in Germania. Questi includono la dichiarazione di proprietà che Else Ury ha dovuto fare nel 1941, la dichiarazione ufficiale del ritiro e il certificato di consegna di tutti i suoi beni, l'inventario ufficiale degli oggetti nel suo appartamento e l'assegnazione ufficiale dell'appartamento a un "Ary", così come la risposta della Direzione Finanze Capo alla richiesta del Sindaco di Krummhübel di trasferire la casa di Nesthäkchendel "Nemico imperiale Else Sara Ury" al comune gratuitamente.

## Opere

### SerieNesthäkchen
- 1913/1918 Nesthäkchen und ihre Puppen
- 1915/1918 Nesthäkchens erstes Schuljahr
- 1915/1921 Nesthäkchen im Kinderheim
- 1917/1921 Nesthäkchen und der Weltkrieg
- 1919 Nesthäkchens Backfischzeit
- 1921 Nesthäkchen fliegt aus dem Nest
- 1923 Nesthäkchen und ihre Küken
- 1924 Nesthäkchens Jüngste
- 1924 Nesthäkchen und ihre Enkel
- 1925 Nesthäkchen im weißen Haar

### SerieProfessors Zwillinge
- 1923 Professors Zwillinge Bubi und Mädi
- 1925/1926 Professors Zwillinge in der Waldschule
- 1927 Professors Zwillinge in Italien
- 1928 Professors Zwillinge im Sternenhaus
- 1929 Professors Zwillinge – Von der Schulbank ins Leben

### Romanzi
- 1906 Studierte Mädel
- 1908 Goldblondchen
- 1910 Baumeisters Rangen
- 1911 Vierzehn Jahr' und sieben Wochen
- 1913 Kommerzienrats Olly
- 1914 Das graue Haus
- 1916 Dornröschen
- 1917 Das Ratstöchterlein von Rothenburg
- 1918 Flüchtlingskinder
- 1919 Lieb Heimatland
- 1920 Lilli Liliput
- 1921 Hänschen Tunichgut
- 1925 Lillis Weg
- 1929 Studierte Mädel von heute
- 1930 Das Rosenhäusel
- 1930 Wie einst im Mai
- 1933 Kläuschen und Mäuschen
- 1933 Jugend voraus

### Racconti
- 1905 Was das Sonntagskind erlauscht
- 1910 Babys erstes Geschichtenbuch
- 1914 Huschelchen
- 1917 Lotte Naseweis
- 1923 Jungmädelgeschichten
- 1931 Wir Mädels aus Nord und Süd
- 1932 Für meine Nesthäkchenkinder